# 増原光幸
増原 光幸（ますはら みつゆき、1973年12月5日 - ）は、日本のアニメーション演出家・アニメーション監督である。愛知県刈谷市出身。マッドハウス所属。

## 来歴
アニメ業界入り後、初めて関与した作品は、『あずきちゃん』。演出家として頭角を現しはじめたのは2000年以降で、『ガングレイヴ』や『太陽の黙示録』などの演出・助監督を経て、2008年に『チーズスイートホーム』で初めて監督を務めた。その後2009年には、同作の続編『チーズスイートホーム あたらしいおうち』や『こばと。』でも監督を務めている。

## 参加作品

### テレビアニメ
1998年
- Bビーダマン爆外伝（1998年 - 1999年、演出助手・制作進行）

1999年
- 十兵衛ちゃん -ラブリー眼帯の秘密-（設定制作）

2000年
- 陽だまりの樹（助監督・演出）
- はじめの一歩（2000年 - 2002年、絵コンテ・演出）

2002年
- アベノ橋魔法☆商店街（演出）
- ちょびっツ（演出）
- 花田少年史（OP演出）

2003年
- ストラトス・フォー（演出）
- 獣兵衛忍風帖 龍宝玉篇（演出）
- ガングレイヴ（2003年 - 2004年、助監督・絵コンテ・演出）

2004年
- 天上天下（演出）
- BECK（2004年 - 2005年、助監督・演出）

2005年
- Paradise Kiss（演出）
- 闘牌伝説アカギ 〜闇に舞い降りた天才〜（2005年 - 2006年、絵コンテ）

2006年
- 夢使い（演出）
- 太陽の黙示録（演出）
- TOKYO TRIBE2（助監督・演出）

2007年
- DEATH NOTE（演出・第2期OP演出）
- シグルイ（監督助手・絵コンテ・演出）

2008年
- チーズスイートホーム（監督・脚本・絵コンテ・演出）

2009年
- チーズスイートホーム あたらしいおうち（監督・絵コンテ）
- こばと。（2009年 - 2010年、監督・絵コンテ・演出）

2010年
- 学園黙示録 HIGHSCHOOL OF THE DEAD（演出・演出補佐）

2011年
- ブレイド（監督・絵コンテ・演出）

2012年
- しろくまカフェ（2012年 - 2013年、監督・絵コンテ・演出）

2013年
- ダイヤのA（2013年 - 2015年、監督・絵コンテ）

2015年
- ダイヤのA -SECOND SEASON-（2015年 - 2016年、監督）

2016年
- ALL OUT!!（演出）

2018年
- 若おかみは小学生!（監督・絵コンテ・演出）

2019年
- ダイヤのA actII（2019年 - 2020年、監督）

2021年
- 吸血鬼すぐ死ぬ（絵コンテ）

2023年
- 吸血鬼すぐ死ぬ2（絵コンテ・演出）

2025年
- 謎解きはディナーのあとで（監督・脚本・絵コンテ・演出）

### 劇場アニメ
- 金の国 水の国（2023年、アニメーションスーパーバイザー）

### OVA
- アクエリアンエイジSagaII〜Don't forget me…〜（2003年、絵コンテ・演出・OP絵コンテ・OP演出）
- CLAMP IN WONDERLAND2（2007年、演出）
- SUPERNATURAL: THE ANIMATION（2011年、絵コンテ）